# Philomèle (mère de Patrocle)
Pour les articles homonymes, voir Philomèle.
Dans la mythologie grecque, Philomèle (en grec ancien Φιλομήλα) est considérée par certains mythographes comme l’épouse de Ménétios et la mère de Patrocle. D’autres versions évoquent Sthénélé fille d’Acaste, Périopis fille de Phères, ou Polymèle fille de Pélée.